# レイチェル・タラレイ
レイチェル・タラレイ（Rachel Talalay）は、アメリカ合衆国の映画プロデューサー・監督・脚本家。

## フィルモグラフィ

### 映画
- ヘアスプレー Hairspray(1988) - 製作
- エルム街の悪夢4 ザ・ドリームマスター 最後の反撃 A Nightmare on Elm Street 4: The Dream Master (1988) - 製作
- クライ・ベイビー Cry-Baby (1990) - 製作
- ヴァイラス Ghost in the Machine (1993) - 監督
- タンク・ガール Tank Girl (1995) - 監督
- エルム街の悪夢 ザ・ファイナルナイトメア Freddy's Dead: The Final Nightmare (1991) - 監督・原案
- ボロワーズ/床下の小さな住人たち The Borrowers (1997) - 製作
- ベビーシッターのモンスターハンティング・ガイド A Babysitter's Guide to Monster Hunting (2020) - 監督

### テレビシリーズ
- スペース・レンジャーズ Space Rangers (1993) - 製作
- Touching Evil II (1998) - 監督
- That's Life (2000) - 監督
- Dice (2001) - 監督
- Boston Public
- アリー my Love Ally McBeal
- Crossing Jordan
- WITHOUT A TRACE/FBI 失踪者を追え! Without a Trace
- コールドケース 迷宮事件簿 Cold Case
- タッチング・イーブル〜闇を追う捜査官〜 Touching Evil (2004)
- Terminal City (2005)
- ドクター・フー Doctor Who (2005 - )
  - ネザースフィア/天国での死 (2014)
  - 影に捕らわれて/時空の果てで (2015)
  - 残酷な宇宙の時間/散りゆくドクター (2017)
  - 戦場と二人のドクター (2017)
  - スター・ビースト (2023)
- 恋するブライアン What About Brian (2006)
- デッド・ゾーン The Dead Zone
- Whistler
- The Wind in the Willows
- アメリカン・ゴッズ American Gods (2019)